# محمد عبد الصمد فدا
محمد عبد الصمد فدا، من مواليد مكة المكرمة. معلم له جهود تعليمية وتربوية بارزة في التعليم العام والجامعي في المملكة العربية السعودية.

## نشأته وتعليمه
ولد الأستاذ محمد بن عبد الصمد فدا في مكة المكرمة عام 1343هـ، التحق بمدرسة الفلاح في مكة المكرمة، ثم ابتعث إلى مصر وتخرج في كلية الشريعة بجامعة الأزهر متخصصًا في القضاء ثم رجع إلى الحجاز عام 1370هـ  وبعد رجوعه تم تعيينه قاضيًا في مدينة رابغ ولكنه اعتذر عنها ؛ لرغبته في العمل بقطاع التعليم.

## وظائفه
- معلم في المعهد العلمي السعودي في بدايات عام 1371هـ.
- عين مديرًا للمدرسة الرحمانية الثانوية عام 1372هـ.
- انتقل للعمل مديرًا للمدرسة العزيزية الثانوية.
- عين مستشارًا في مكتب المستشارية بوزارة المعارف عام 1377هـ حتى عام 1378هـ.
- تم اختياره مديرًا للمدرسة النموذجية في الطائف (حولت لاحقًا إلى مدرسة الثغر النموذجية في جدة).[2]
- ساهم في صندوق البر، ومشروع المكتبة العامة بجدة، عضوية مؤسسة البلاد للصحافة.
- كان عضواً في الوفد السعودي الذي شكلتهُ الجهات المسؤولة في الدولة للمشاركة في اجتماعات اللجنة الثقافية التابعة لجامعة الدول العربية التي عقدت اجتماعاتها في مدينة جدة برئاسة الدكتور طه حسين منتصف السبعينات الهجرية 1374هـ.[3]

## إدارة المدرسة النموذجية
أنشأ إبراهيم أدهم المدرسة النموذجية بالطائف، وكانت في بداياتها مدرسة خاصة بالأمراء ولكن إبراهيم أدهم سمح بدراسة الطلاب اليتامى بالدراسة فيها وبعد تزايد أعدادهم حصلت المدرسة على رعاية الأمير فيصل بن عبد العزيز النائب العام للملك عبد العزيز، وحول الأمير فيصل المدرسة إلى مدرسة نموذجية، وتم اختيار الأستاذ محمد عبد الصمد فدا مديرًا لها؛ لتفوقه إداريًا وقوة شخصيته ، بالإضافة إلى ما يحمله من مؤهلات علمية وخبرته السابقة في المجال التعليمي، وفي وقت لاحق نقلت المدرسة من الطائف إلى جدة بكامل طلبتها وخصصت لها ميزانية كبيرة في كل عام ، وسميت بـ (مدرسة الثغر النموذجية).

## عضوية جامعة الملك عبد العزيز
كان الأستاذ محمد عبد الصمد فدا أحد الأعضاء المؤسسين لجامعة الملك عبد العزيز في جدة. وقد انطلقت فكرة تأسيس الجامعة من مدارس الثغر النموذجية، فكانت الاجتماعات التحضيرية الخاصة بإنشاء الجامعة تعقد في رحابها. وكان الأستاذ محمد فدا خارج البلاد عند عقد الاجتماع الخاص باختيار الهيئة التأسيسية للجامعة، وكان على الراغبين في الحصول على هذه العضوية ترشيح أنفسهم، وبما أن الأستاذ محمد فدا خارج البلاد، فقد رأت الهيئة المشرفة على فكرة الجامعة اختيار الأستاذ محمد فدا ضمن الأعضاء المرشحين الغائبين لعدم تمكنهم من الحضور، وحصل الأستاذ محمد فدا على الكثير من الأصوات؛ لما يتمتع به من سمعة طيبة ومكانة مرموقة.

## وفاته
توفي في عام 1385هـ في مدينة واشنطن الأمريكية بعد معاناة مع المرض، ونقل جثمانه إلى مكة المكرمة ودفن في مقبرة المعلاة بعد أن شيع جثمانه جمع غفير من أقرابه وأصدقاؤه وطلابه".

## وصلات خارجية
- رحم الله الأستاذ محمد فدا